# Година свині
Година свині (англ. The Hour of the Pig) — франко-британський детективний фільм 1993 року.

## Сюжет
У середньовічній Франції молодий паризький адвокат Річард Куртуа їде в село в пошуках спокійного життя. Однак там він скоро стає залученим в політичні інтриги. Йому доручають захистити свиню на судовому процесі. Тварина заарештована за вбивство маленького хлопчика. Те, що спочатку здається маячнею, приховує за собою серйозну корупцію.

## У ролях
| Актор           | Роль                  |
| --------------- | --------------------- |
| Колін Ферт      | Річард Куртуа         |
| Ієн Голм        | Альберт               |
| Дональд Плісенс | Пінчеон               |
| Аміна Аннабі    | Саміра                |
| Нікол Вільямсон | сеньйор Жеан д'Оферре |
| Майкл Гоф       | магістрат Боніфацій   |
| Гаррієт Волтер  | Мартін                |
| Джим Картер     | Матьє                 |
| Лізетт Ентоні   | Філетт д'Оферре       |
| Софі Дікс       | Марія                 |